# Albonabahn II
Die Albonabahn II ist eine Luftseilbahn (Einseilumlaufbahn) in Stuben am Arlberg (Gemeinde Klösterle) im österreichischen Bundesland Vorarlberg. Die Talstation liegt im Gebiet der Alpe Rauz und führt auf den Albonasattel.
Die Albonabahn II verbindet eine Talstation auf 1636 m ü. A. mit einer Bergstation in 2320 m ü. A. Die Anlage befindet sich im Eigentum der Stubner Fremdenverkehrs-GmbH.

## Name
Der Name der Seilbahn ist vom Albonagrat übernommen, zu welchem die Sektion II der beiden Bahnen, Albonabahn I und II, führt. Des Weiteren gibt es auf der Albona auch die Doppelsesselbahn Albonagrat, diese Sesselbahn überwindet auf einer Länge von 954 m einen Höhenunterschied von 309 hm. und dient zur Erschließung von Pisten im Bereich des Albonagrats. Der Name Albona wird in der Region für weitere geographische Objekte als Namensbestandteil verwendet, z. B.: Albonabach oder Albona Alpe.

## Geschichte
Ab 1949 wurden in Stuben auf private Initiative Schlepplifte errichtet. 1949 ein Pendellift für je drei Personen am Gitzibühel, 1953 ein Pendellift im Bereich des Oberen Angers, der 1956 durch einen heute noch bestehenden Schlepplift ersetzt wurde (auch: Walchlift nach einem der Initiatoren, Adolf Walch).
Am 28. Mai 1956 hatten die Proponenten der späteren Gesellschaft um eine eisenbahnrechtliche Bewilligung angesucht. Die erforderliche Begehung fand am 30. Juni 1956 statt und am 27. Juli 1956 wurde im Hotel Mondschein die konstituierende Sitzung der Albonabahn Gesellschaft m.b.H. abgehalten und im selben Jahre die Albonabahn als Einersessellift gebaut. Die eisenbahnrechtliche Verhandlung fand am 14. März 1957 statt und am 13. April wurde die Bahn von den Initiatoren Emil Walch, Hansl Steiner und Bürgermeister Karl Brändle in Betrieb genommen. Betriebsleiter war damals Erich Berthold. Wegen der großen Bodenabstände bestand aus eisenbahnrechtlichen Gründen formal zuerst eine Betriebsgemeinschaft mit der Muttersbergseilbahn in Bludenz, wodurch die Anlagen der Albonabahn I und II dem Bundesministerium für Verkehr unterstellt wurde. 1963 wurde erstmals die Albonabahn auch im Sommer betrieben.
Im Jahr 1964 wurde zur Entlastung der Albonabahn II ein Schlepplift vom Grünen Bühel zum Seeli gebaut, der ein Jahr später bis zur Mittelstation verlängert und als Kurvenlift ausgeführt wurde. Zehn Jahre später durch den Schlepplift Sonnleiten ersetzt, der wiederum 1984 durch den Albonagrat-Doppelsesselbahn ersetzt wurde.
Im Jahre 1978 kam es aufgrund der dringend notwendigen Investitionen zum Schulterschluss mit neuen Gesellschaftern und eine gemeinsame neue Betriebsgesellschaft wurde gegründet, die Stubener Fremdenverkehrsgesellschaft, Erich Brunner wurde Geschäftsführer. 1983 erfolgte der Neubau der Sektion I der Albonabahn zu einer Doppelsesselbahn, 1985 der Neubau der Sektion II. Am 13. März 1988 wurde die Talstation der Albonabahn, Sektion I, von einer Staublawine beschädigt und daraufhin die Sprengseilbahnen Albona Ost und Albona West gebaut. Im selben Jahr wurde auch die Albona Gratstube eröffnet. Bei der Albona-Mittelstation wurde 1991 das Restaurant neu eröffnet.
2016 erfolgte mit dem Bau der Kabinenbahn Albonabahn II und der Flexenbahn von der Alpe Rauz der letzte große Modernisierungsschritt. Der Neubau der Albonabahn II war Teil einer Gesamtinvestition von 45 Millionen Euro für weitere Verbesserungen und Seilbahnanlagen (mit Flexenbahn und Trittkopfbahn I und II sowie Umbau Übungshangbahn). Dadurch wurde am Arlberg das größte zusammenhängende Skigebiet in Österreich geschaffen. In weiterer Folge (nach dem Bau der Albonabahn II) ist auch daran gedacht, die Sektion I der Albonabahn zu erneuern.

## Technische Daten

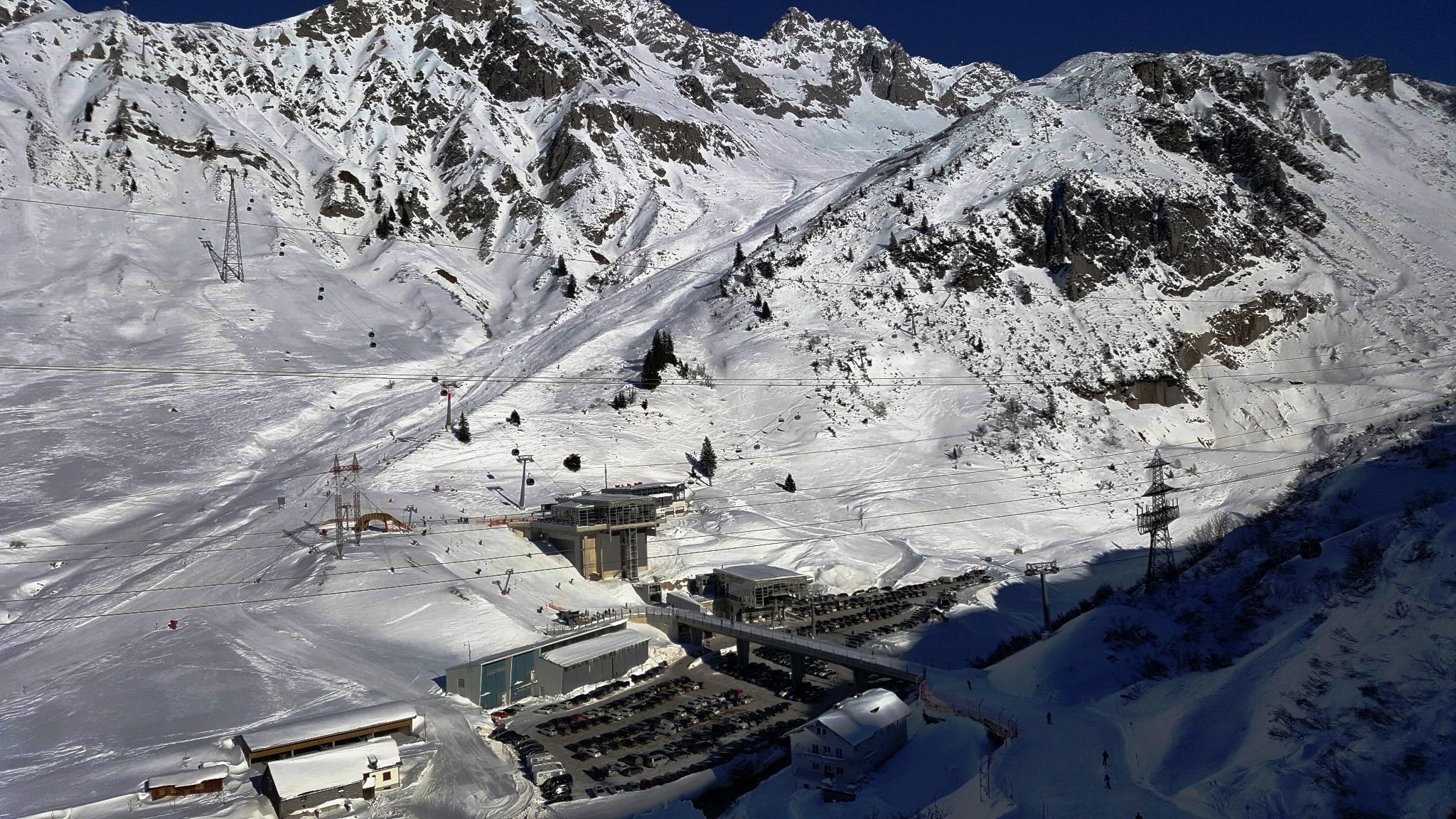
Talstationen Albonabahn II, Flexenbahn, Valfagehrbahn und Rauzlift

Die Talstation der Albonabahn II ist ein Komplex mit der Talstation der Valfagehrbahn und der Flexenbahn. Das Zugangsniveau der Albonabahn II befindet sich etwa 25 m unter dem Niveau der Einstiege Valfagehrbahn auf der Ebene des Zuganges zum Rauzlift und zum Personenaufzug zur Flexenbahn. Das Talstationsgebäude ist eine zweigeschoßige Stahlkonstruktion mit flach geneigten Dächern und einer Rundumverglasung. Im Untergeschoß befindet sich der Fahrbetriebsmittelbahnhof. Die Bergstation liegt auf Gebiet des Bundeslandes Tirol. Die Landesgrenze verläuft zwischen dem Bergstationsgebäude und der obersten Stütze. Die Bergstation wurde beim Bau der 10er Kabinenbahn geringfügig südöstlicher als bei der Doppelsesselbahn gebaut.

### Albonabahn II

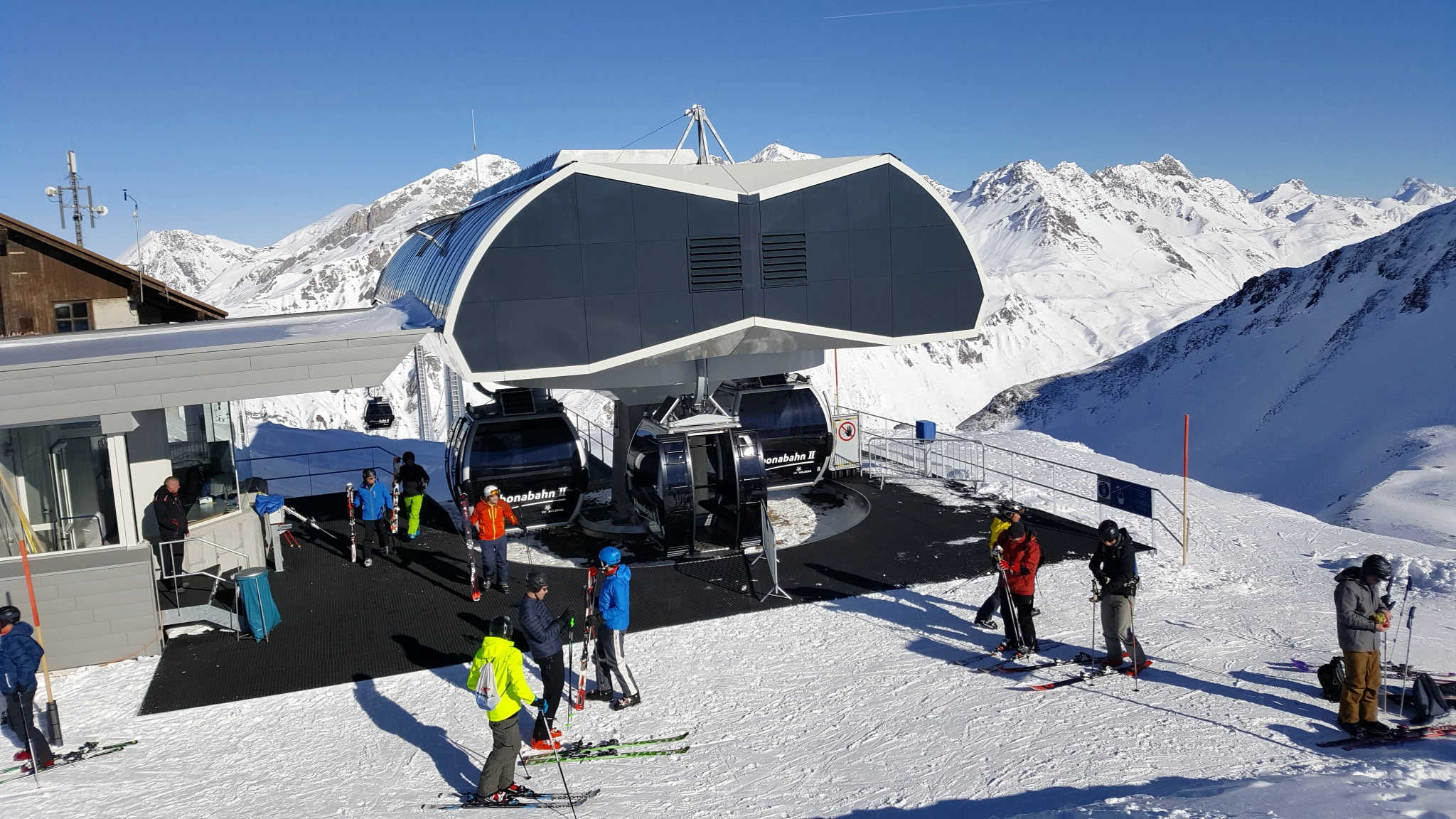
Bergstation

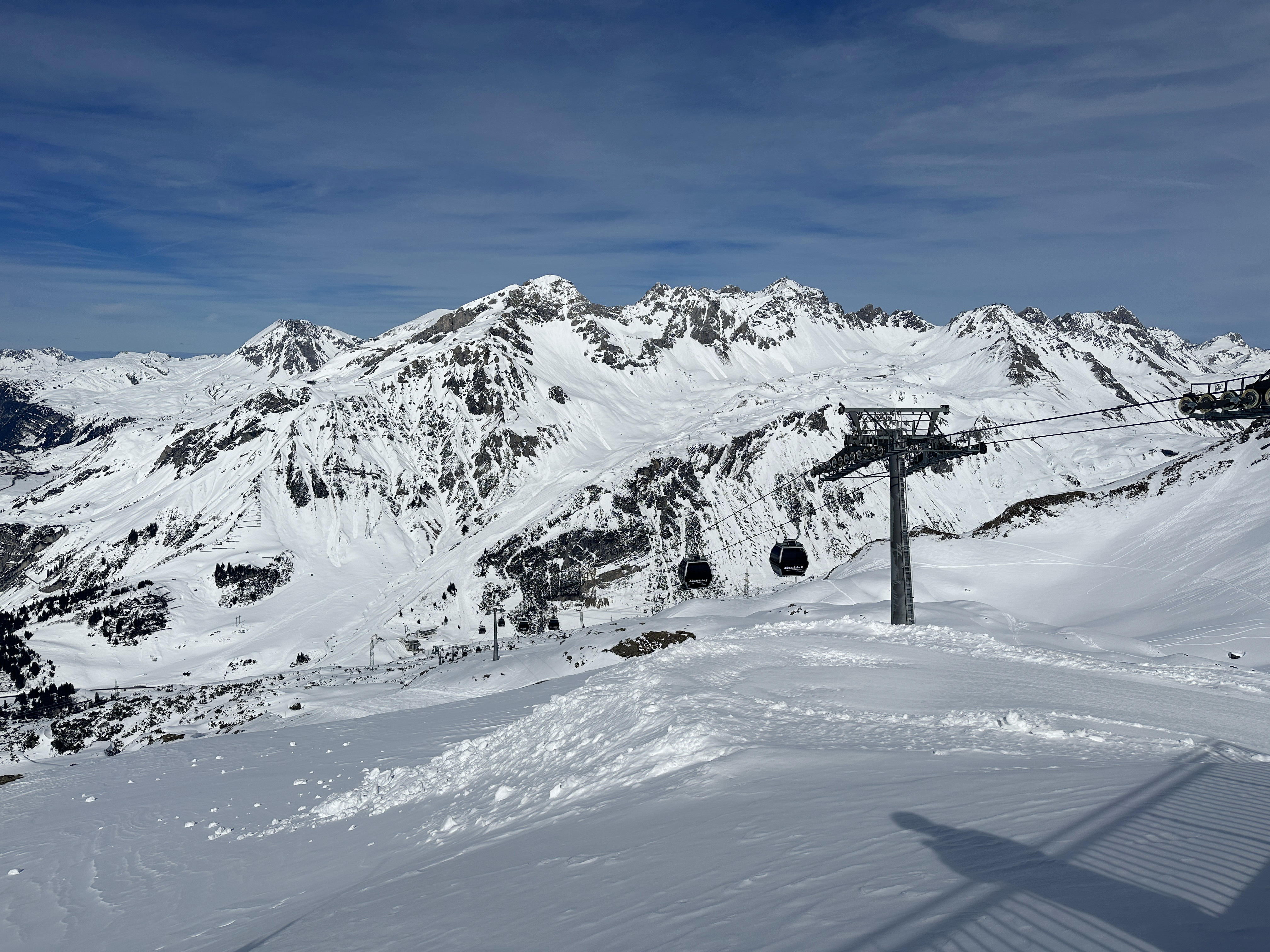
Blick von der Bergstation

- Talstation: Alpe Rauz auf 1636 m
- Bergstation: Albonasattel im Bundesland Tirol auf 2320 m
- Eigentümer: Stubner Fremdenverkehrs-Gesellschaft m.b.H.
- Hersteller: Doppelmayr, Wolfurt
- Seilbahntyp: 10er - Einseil-Umlaufbahn (MGD)
- Ausrichtung der Anlage: weitgehend von Nord (Talstation) nach Süd (Bergstation)
- Errichtung: 2016
- Eröffnung: 2. Dezember 2016
- Höhenunterschied: 684 m
- Streckenlänge: 2060 m
- Horizontale Länge: 2048 m
- Anzahl der Stützen: 13
- Größter Bodenabstand: 22,50 m
- Maximale Förderleistung: 2000 Pers/h
- Durchschnittliche Fahrzeit: 6 min
- Fahrgeschwindigkeit Strecke: 6,0 m/s
- Seilhersteller: Teufelberger
- Spannstation Förderseil: Talstation (hydraulisch regelbar)
- Antriebsstation: Bergstation
- Antriebsart: elektrisch
- Betriebsmittel: CWA OMEGA IV-10 SI mit Sitzheizung
- Personen pro Betriebsmittel: 10
- Garagierung: Unterflur in der Talstation
- Fahrtrichtung: gegen den Uhrzeigersinn[18]
- Saisonzeit: Winterbetrieb[19]

### Vorgängeranlagen

#### 2er Sessellift von 1985

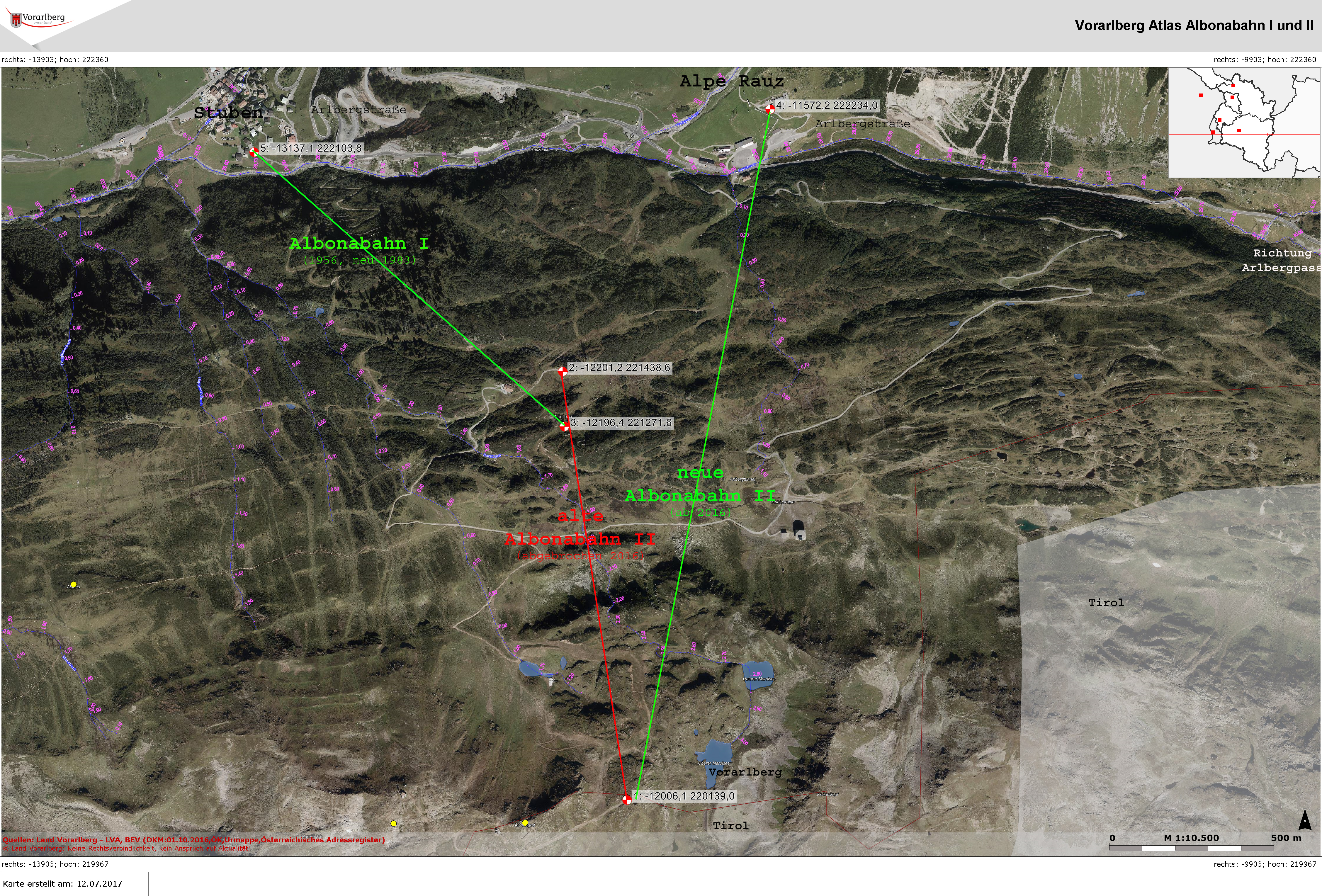
Luftbild des Streckenverlaufs der Albonabahnen alt und neu

Die 10er-Einseilumlaufbahn Albonabahn II ersetzt den bisherigen gleichnamigen Zweier-Sessellift Albonabahn II, dessen Talstation befand sich im Bereich der Bergstation Albonabahn I. Die Bergstation befand sich am gleichen Punkt, an dem die heutige Gondelbahn endet. Die Anlage wurde erst im Frühling 2017 abgetragen, da er während der Bauphase noch für den Materialtransport verwendet wurde (bei der Bergstation bleibt das Untergeschoß bestehen, da in diesem die Trafostation untergebracht ist).
- Talstation: Albona-Mittelstation auf 1824 m
- Bergstation: Albonasattel im Bundesland Tirol auf 2323 m
- Eigentümer: Stubner Fremdenverkehrs-GmbH
- Hersteller: Doppelmayr, Wolfurt
- Seilbahntyp: Doppelsessellift (2-CLF)
- Ausrichtung der Anlage: weitgehend von Nord (Talstation) nach Süd (Bergstation)
- Errichtung: 1985
- Eröffnung: 1985
- Stilllegung: 24. April 2016
- Höhenunterschied: 499 m
- Streckenlänge: 1417 m
- Mittlere Neigung: 36,8 %
- größte Neigung: 103,2 %
- Anzahl der Stützen: 17
- Maximale Förderleistung: 1440 Pers/h
- Durchschnittliche Fahrzeit: 8 min
- Fahrgeschwindigkeit Strecke: 2,5 m/s
- Förderseildurchmesser: 38 mm
- Spannstation Förderseil: Talstation (hydraulisch regelbar)
- Antriebsstation: Bergstation
- Antriebsart: elektrisch
- Betriebsmittelhersteller: Doppelmayr
- Betriebsmittel: 204 Doppelsessel ohne Sitzheizung
- Personen pro Betriebsmittel: 2
- Fahrtrichtung: gegen den Uhrzeigersinn
- Saisonzeit: Winterbetrieb[21]

Nachdem die Bahn 2017 abgetragen wurde, wurden ihre Einzelteile nach Eplény Ungarn verkauft, wo der alte Lift noch im Dezember des gleichen Jahres in Betrieb gegangen ist.

#### 1er Sessellift aus den 50ern

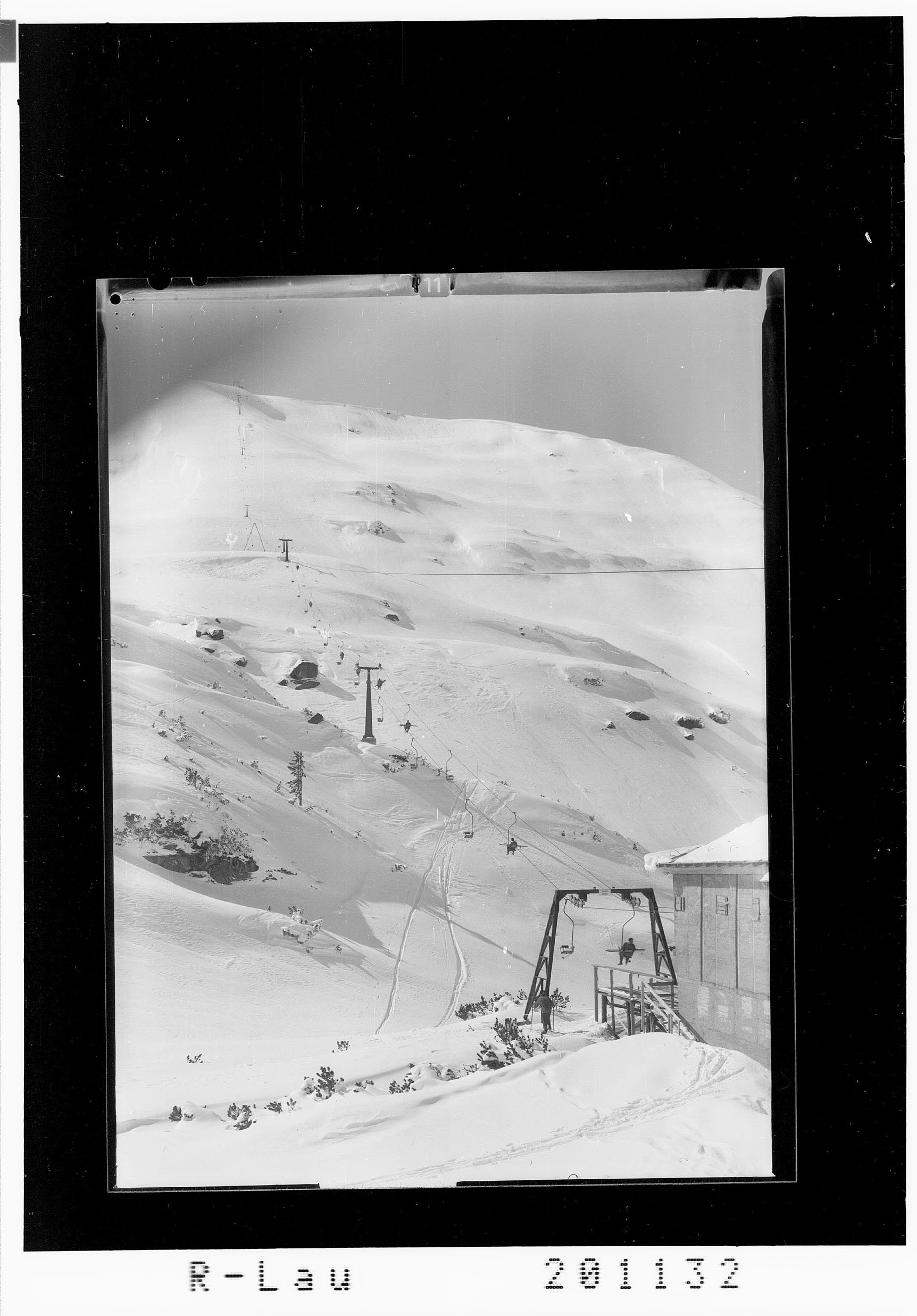
Streckenverlauf auf den Albonagrat, alte Albonabahn II (1957–1985)

Die erste Anlage Albonabahn II von 1956 ging erst im April 1957 in Betrieb. Es handelte sich um einen 1er Sessellift von der Firma Steurer, Doren. Der Lift wurde 1985 durch den 2er Sessellift ersetzt, welcher bis Frühling 2016 in Betrieb war.
Die Bahn war die Fortsetzung der Albonabahn I (1956–1983) und führte vom Albona-Restaurant in südlicher Richtung auf den Albonagrat, sowohl die ehemalige Talstation als auch die ehemalige Bergstation blieben als Restaurants bis heute bestehen, wobei das Restaurant bei der ehemaligen Talstation in den 90ern neu gebaut wurde.

## Skigebiet
Die Albonabahn II gehört zum Skigebiet Ski Arlberg und liegt an der Landesgrenze der österreichischen Bundesländer Vorarlberg und Tirol. Seit der Saison 2016/17 handelt es sich dabei um das größte zusammenhängende Skigebiet Österreichs.

## Trivia
Links der Albonabahn II befindet sich der Lüftungsschacht des Arlbergstraßentunnels, der mit 736 m der tiefste Lüftungsschacht in Europa ist.